# West Kensington (stanice metra v Londýně)
West Kensington je stanice metra v Londýně, otevřená 9. září 1874 jako Fulham-North End. K přejmenování na současný název došlo roku 1877. Přestavba staniční budovy proběhla v roce 1927 pod vedením architekta Charlese Holdena. Autobusovou dopravu zajišťují linky: 28, 391 a noční linka N28. Stanice se nachází v přepravní zóně 2 a leží na lince:
- District Line mezi stanicemi Barons Court a Earl's Court.

| Rok  | Počet cestujících |
| ---- | ----------------- |
| 2011 | 4,64 mil          |
| 2012 | 4,95 mil          |
| 2013 | 5,04 mil          |
| 2014 | 5,14 mil          |